# Aqualiner

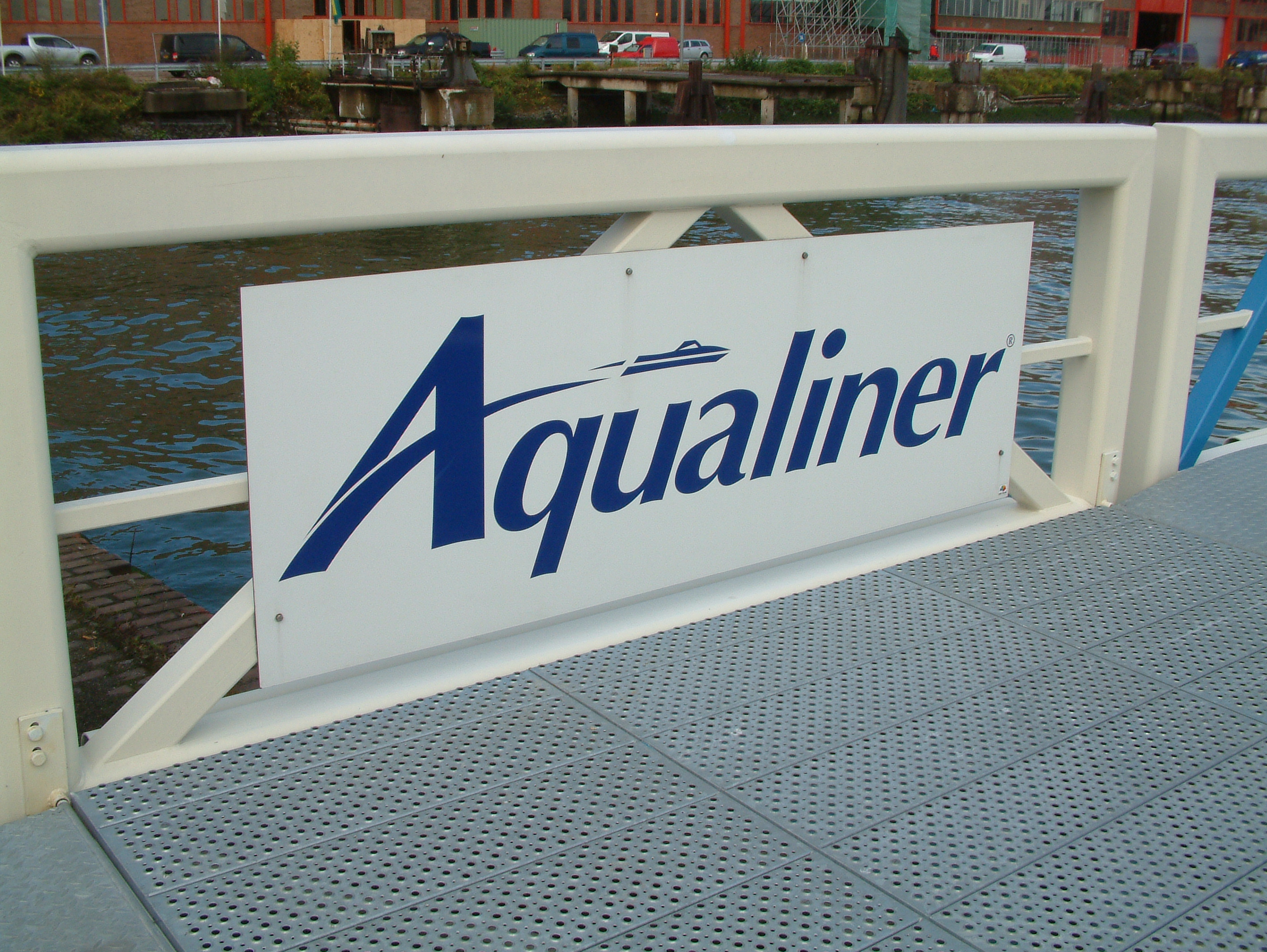
Aanlegplaats van Aqualiner

Aqualiner is een OV-te-waterverbinding die uitgevoerd werd van Huizen naar Almere en in Rotterdam tussen de Willemskade en de Heijplaat RDM Campus. De afstand wordt in 15 minuten afgelegd, wat sneller is dan over de weg. Dit snelheidsverschil komt door de hoge omrijfactor over de weg. De rederij Aqualiner behoort tot de Doeksen Transport Group.

## Geschiedenis

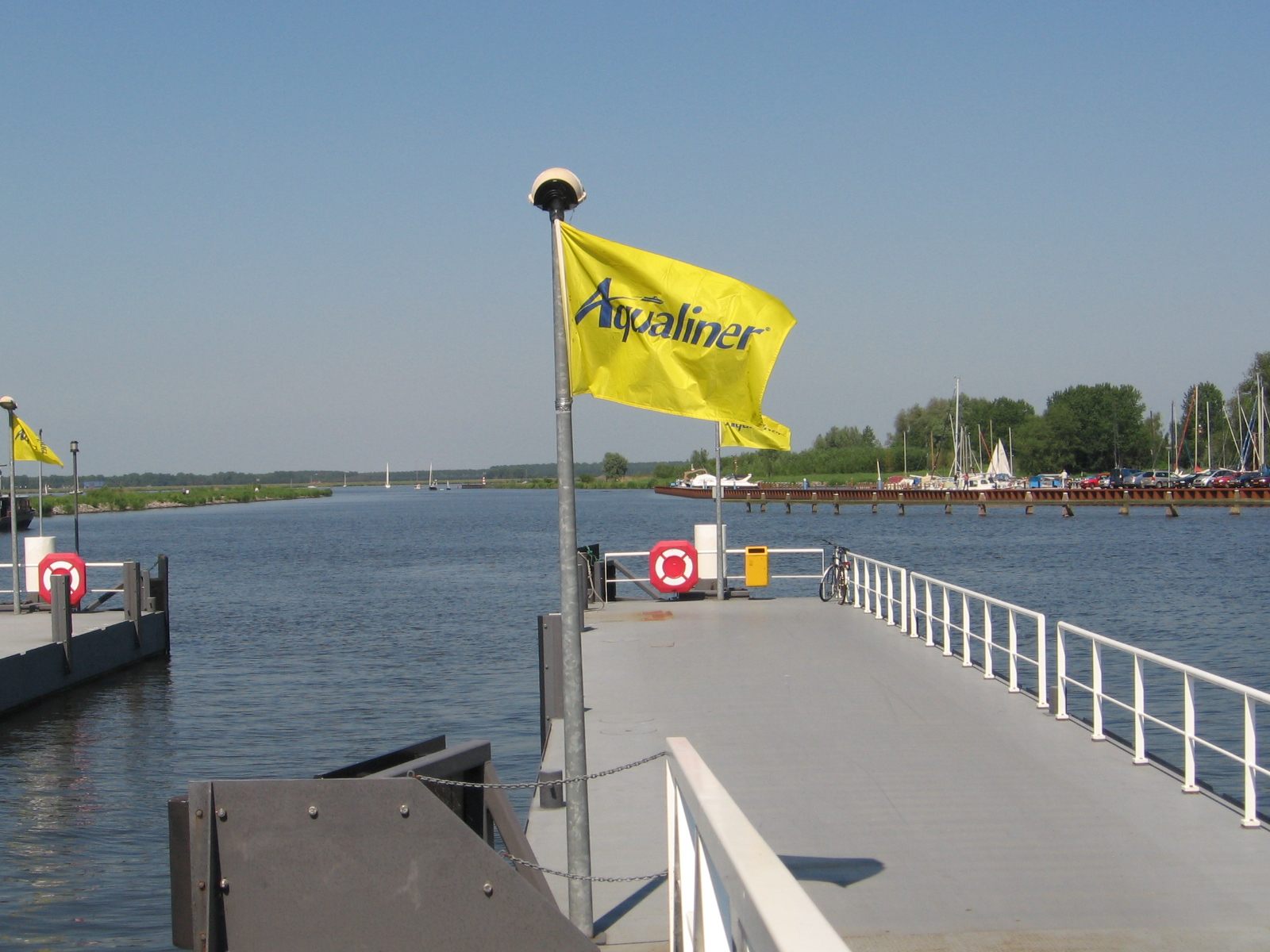
Opstapplaats in Huizen (2006)

De rederij Aqualiner is van start gegaan op 3 januari 2000. Sinds januari 2000 voer de veerboot Aquarunner over het Gooimeer tussen Almere Haven en Huizen. Het was toen tevens de benaming van de exploitant die de dienst uitvoerde in opdracht van de vervoersautoriteiten Flevoland en Noord-Holland
Er werd het hele jaar door van maandag t/m vrijdag gevaren, in een halfuursdienst (van 10.00 tot 15.00 uur eenmaal per uur). De overtocht duurde zo'n 10 minuten. Voor de dienst werd het MS Aquarunner gebruikt, een snelle catamaran. Van juni t/m augustus voer de boot ook in het weekend van 10.00 tot 17.30 uur.
Vanwege een te gering aantal betalende reizigers (57 duizend passagiers, terwijl dat volgens het contract er 73 duizend zouden moeten zijn) werd door de provincies Flevoland en Noord-Holland de OV-subsidie per 1 oktober 2006 stopgezet. Dit betekende dat de veerdienst sindsdien niet meer het hele jaar voer. De veerdienst werd in het voorjaar en de zomer van 2007 niet gecontinueerd, omdat de Aquarunner van 6 april 2007 tot 15 oktober 2007 ingezet werd op de lijn Esonstad-Schiermonnikoog. De Aquarunner voer daar onder de naam Esonborg en was gecharterd door Rederij Wagenborg.
Men richtte zich naast deze zomerdienst op de verbinding Gooi – Almere – Amsterdam. Voor het uitvoeren van een praktijkproef op dat traject had het Ministerie van Verkeer en Waterstaat (Senternovem) inmiddels een beschikking afgegeven. De plannen waren om de eerste proeven in december 2007 te houden.
De rederij bleef actief binnen de sector OV te water in de regio Rotterdam. Op 28 mei 2008 werd de openingshandeling van de nieuwe snelle veerdienst Rotterdam - Heijplaat RDM geopend. De dag erna is dienst voor het publiek in de vaart.

## De opzet sinds 2008
Het terrein van de voormalige machinefabriek van de Rotterdamsche Droogdok Maatschappij is na 2008 gaan dienstdoen als centrum voor Research, Design & Manufacturing. Als onderdeel van dit omvangrijke project zijn de Hogeschool Rotterdam en het Albeda College in Rotterdam gestart met een uitgebreid opleidingscentrum op het terrein. Om het gebied goed bereikbaar te maken voor zowel de studenten als de bewoners van de wijk is een nieuwe veerdienst vanuit Rotterdam Centrum bij de Erasmusbrug en het (Willemsplein) via Katendrecht en de Sint Jobshaven naar de Dokhaven het RDM terrein gestart. Een ontwerpwedstrijd voor de beschildering van de boot moest een nieuwe uitstraling onderstrepen. De verbinding is als lijn 18 in de Waterbus Rotterdam-Drechtsteden geïntegreerd.

## Overige foto's

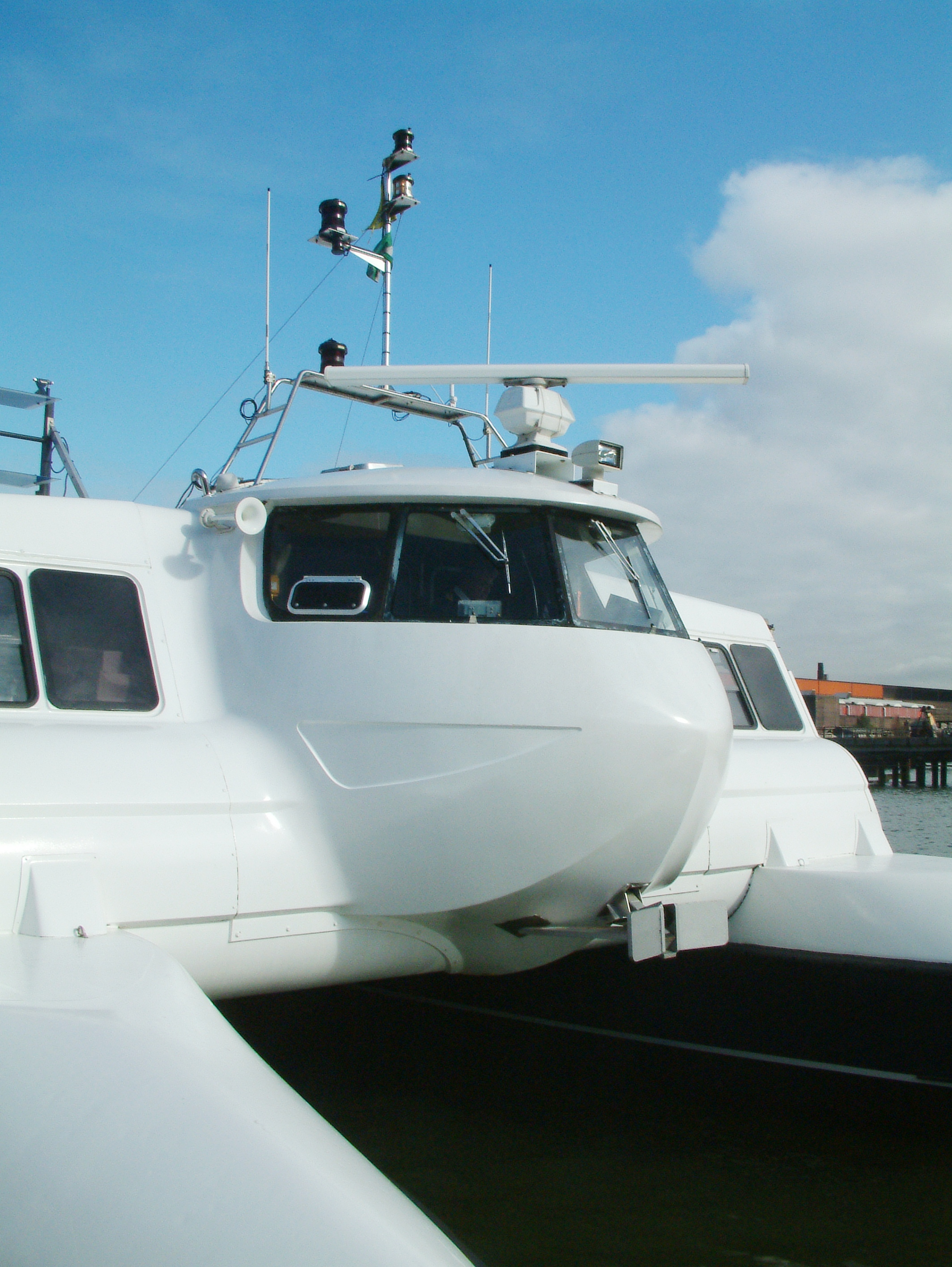
Neusje Aqualiner
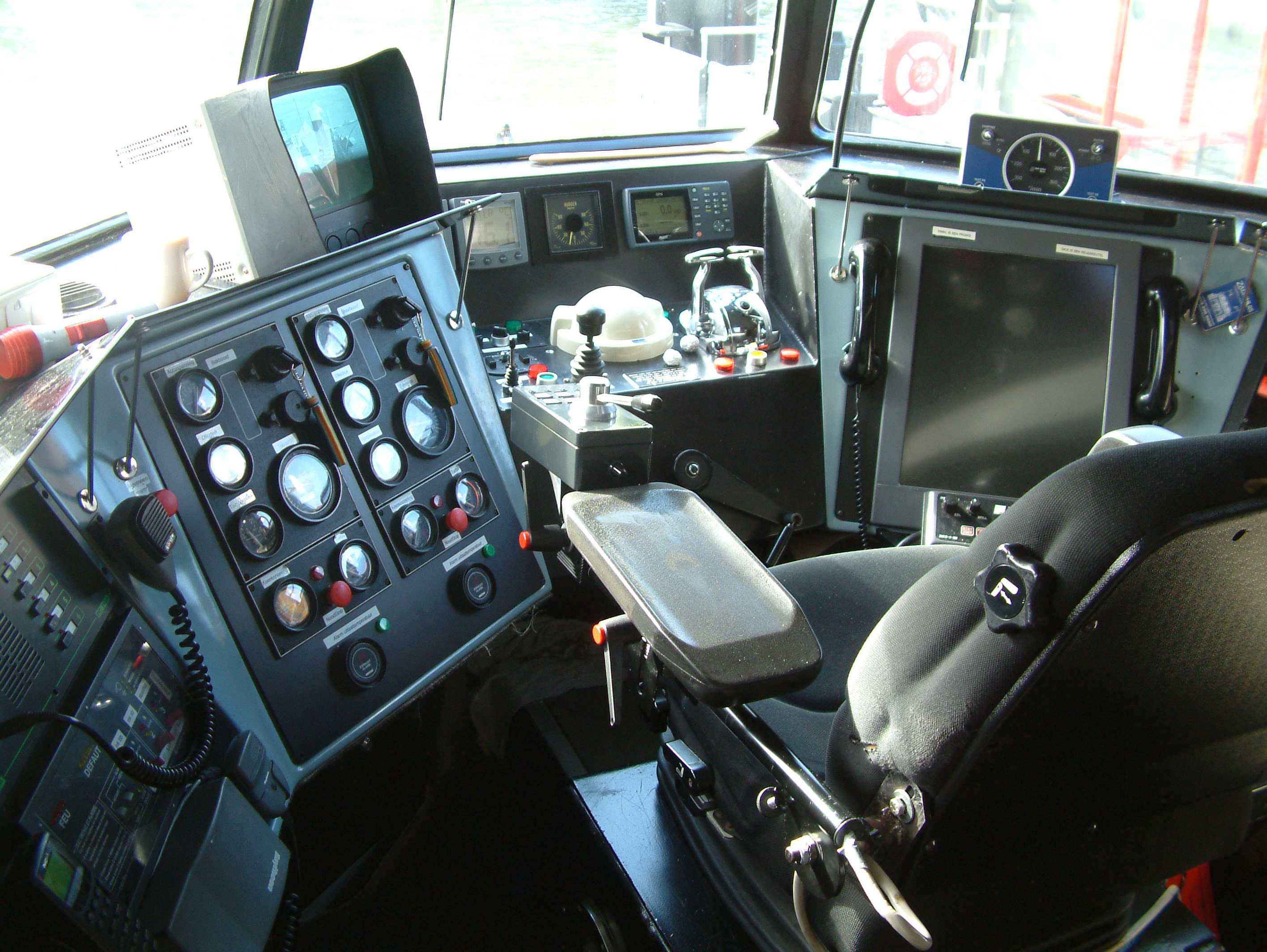
Stuurhuis, brug of cockpit
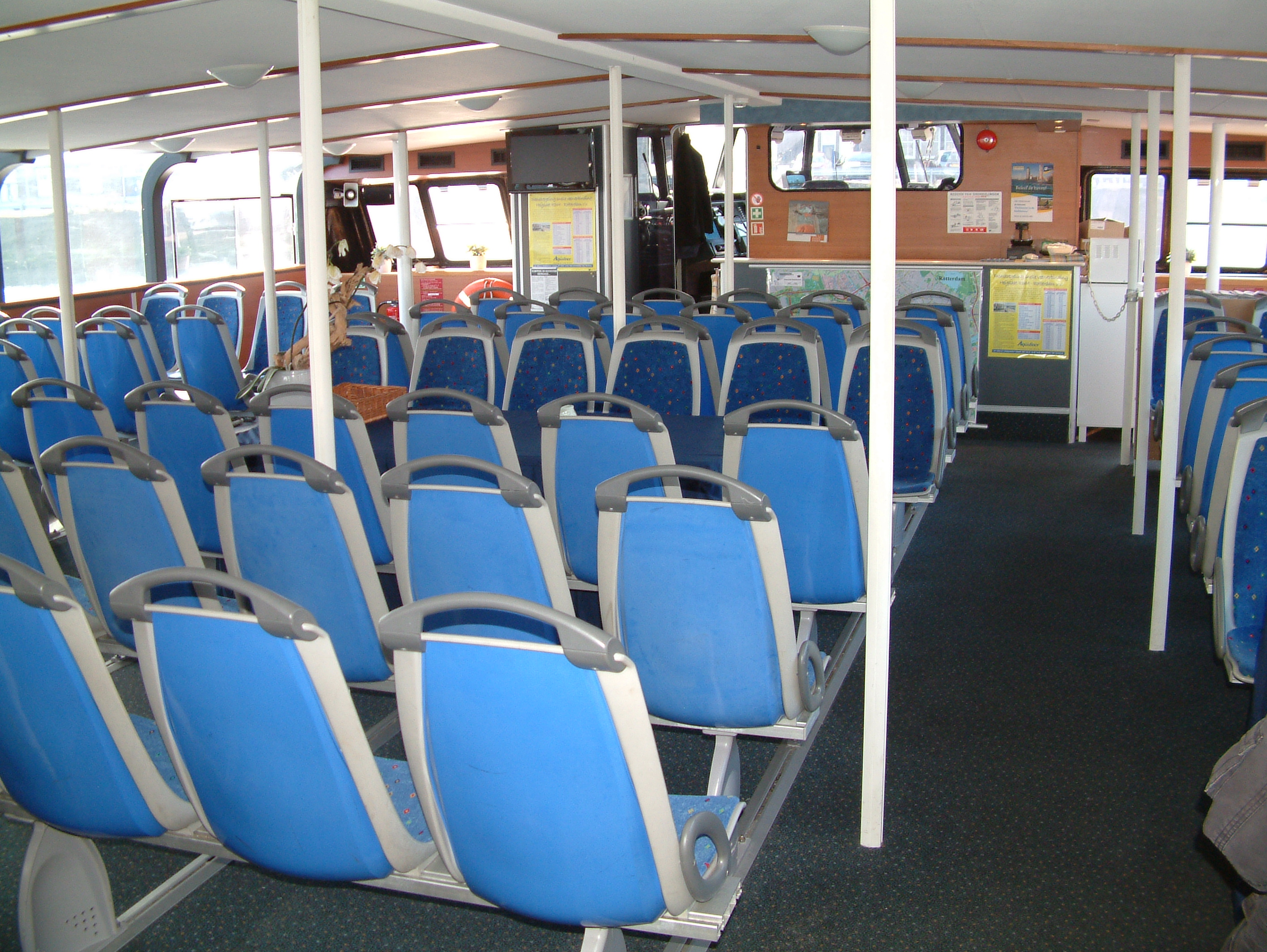
Zitplaatsen Aqualiner
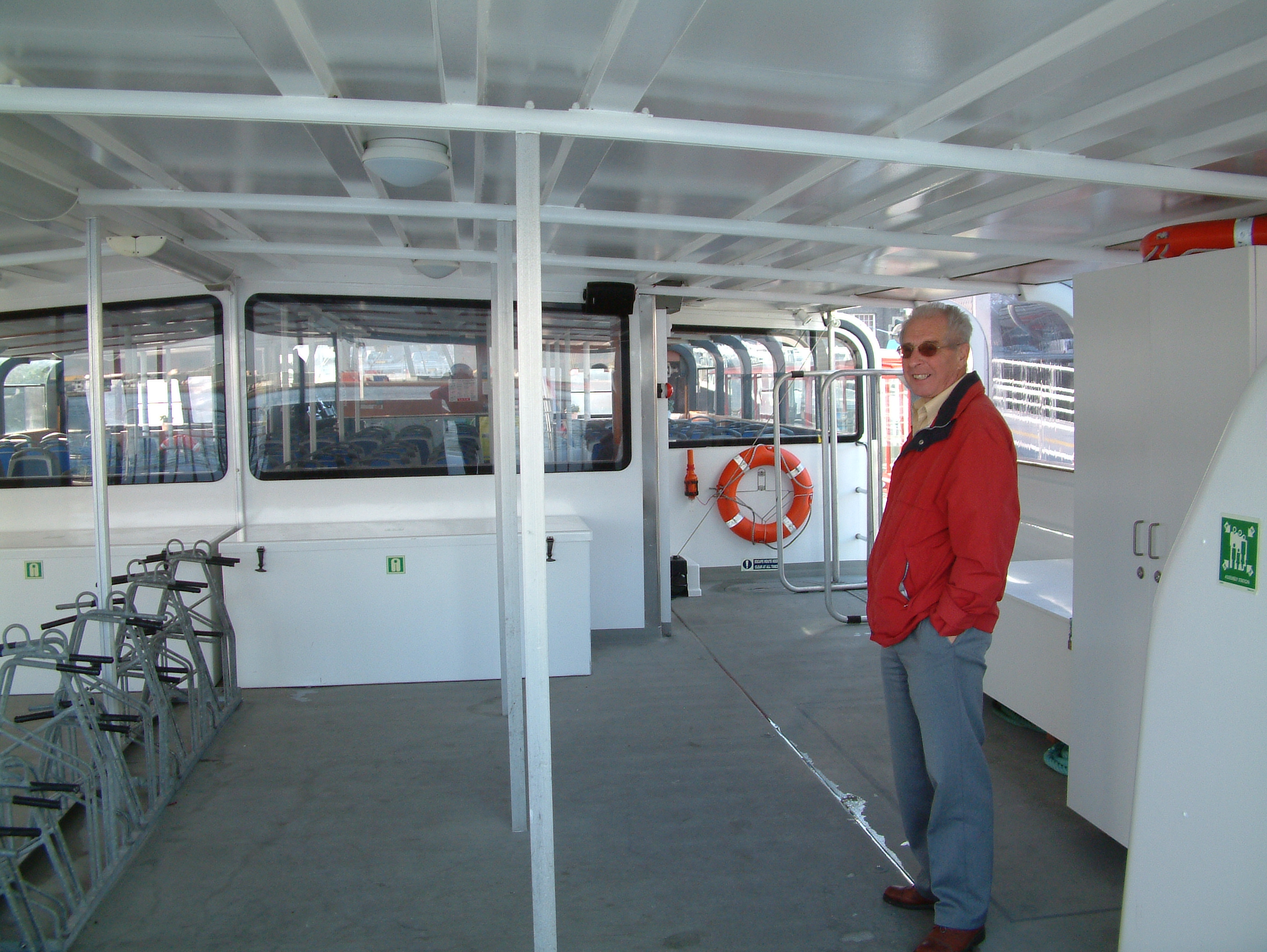
Fietsenrek Aqualiner
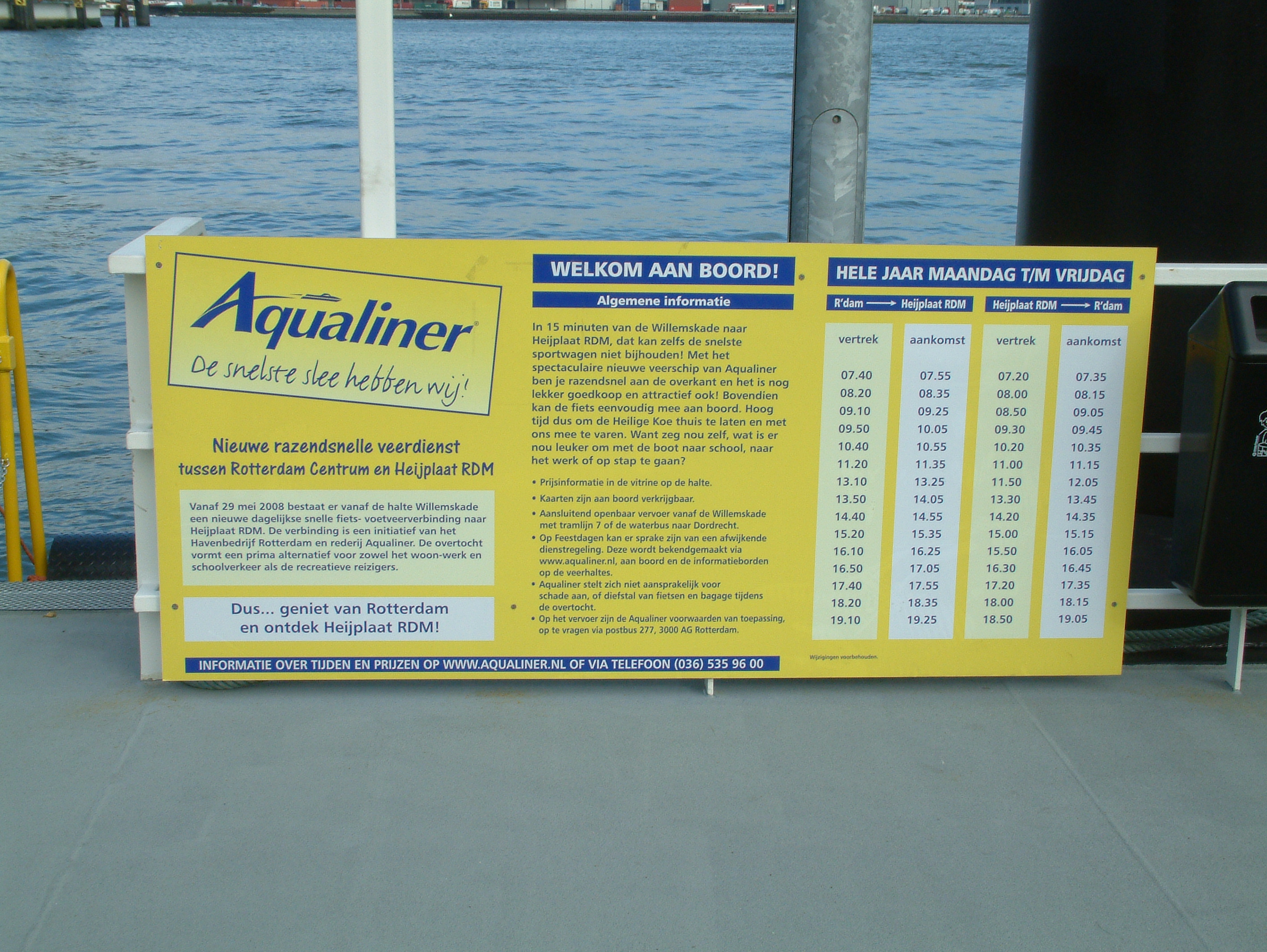
Algemene informatie en dienstregeling
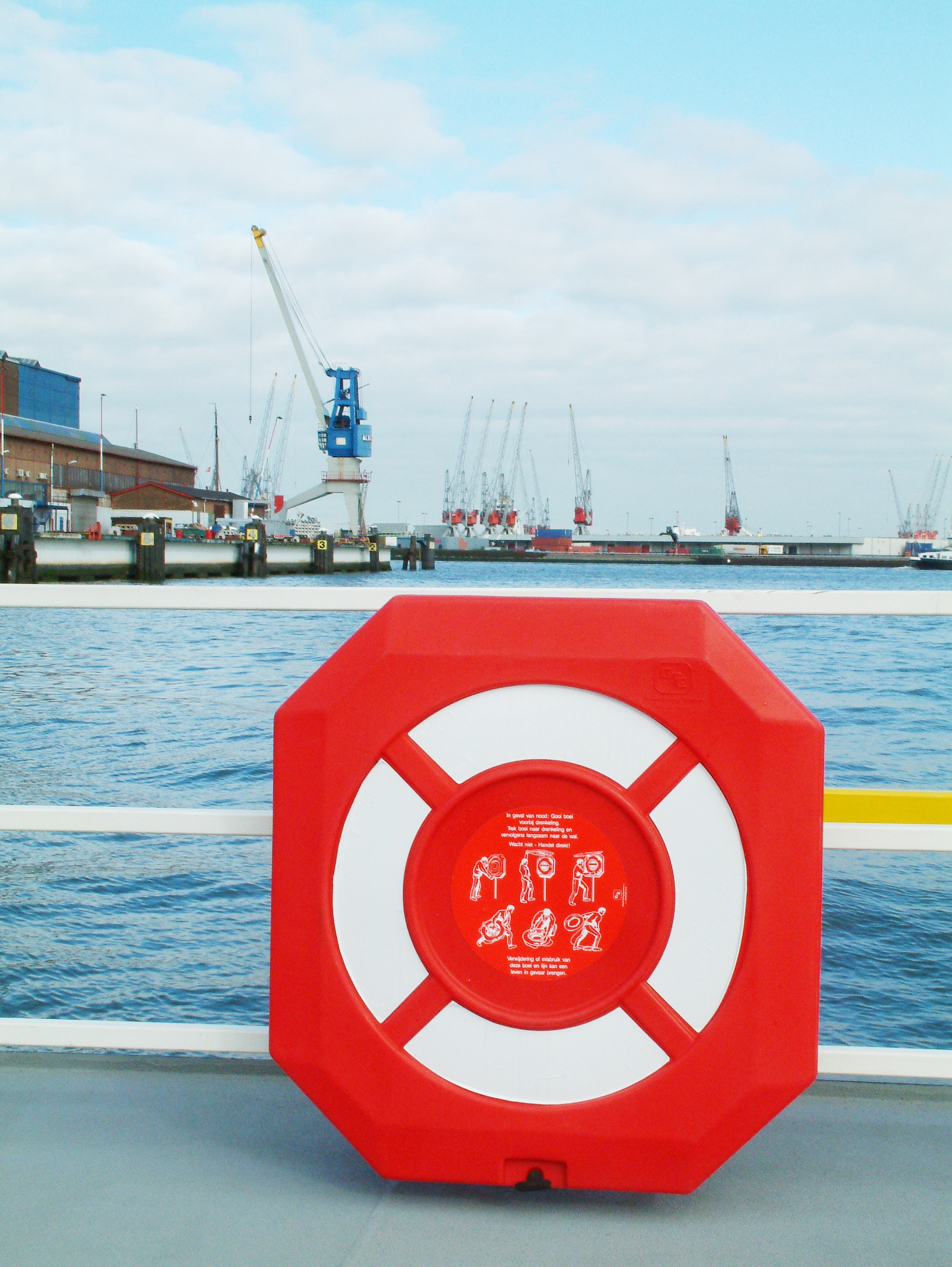
Reddingboei op de aanlegplaats
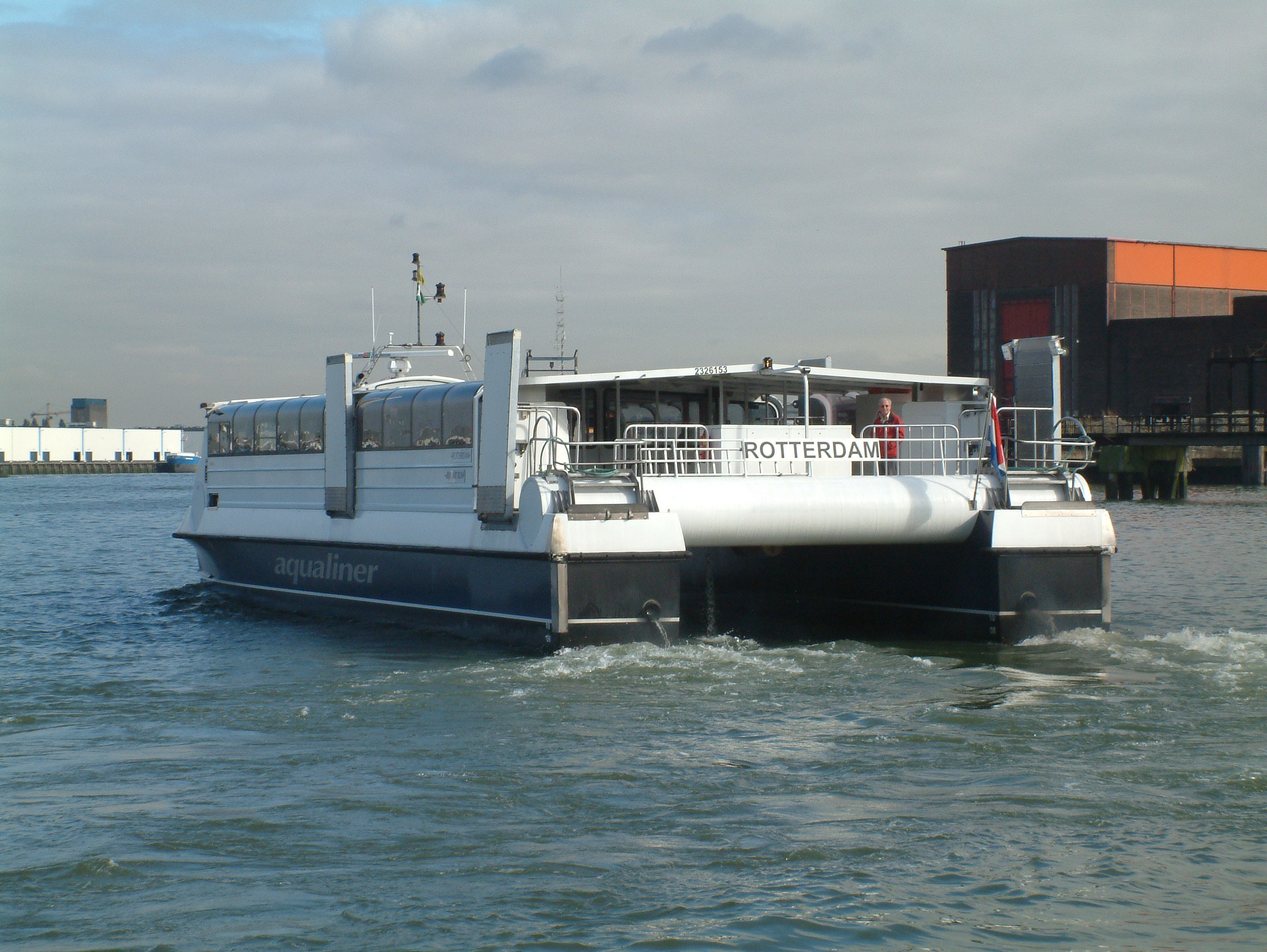
Achterschip Aqualiner
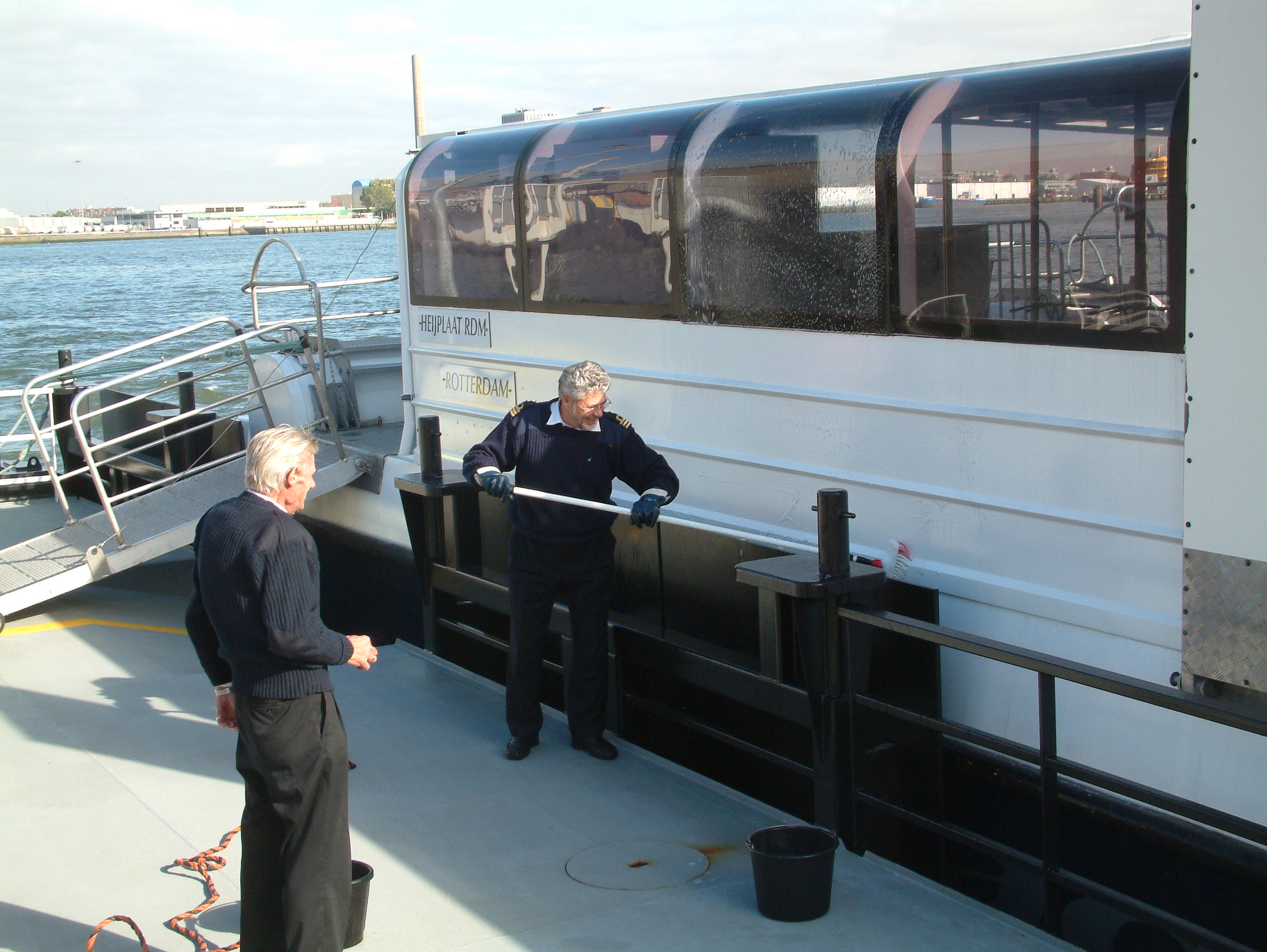
Onderhoud Aqualiner